# Mourgona osumi
Mourgona osumi is een slakkensoort uit de familie van de Hermaeidae. De wetenschappelijke naam van de soort is voor het eerst geldig gepubliceerd in 1994 door Hamatani.